# SPAR European Shopping Centers
SPAR European Shopping Centres (SES) je hčerinsko podjetje avstrijske družbe SPAR Austria Group, ki se ukvarja z načrtovanjem, gradnjo in upravljanjem nakupovalnih središč in ostalih nepremičnin, namenjenih trgovinski dejavnosti. Sedež ima v avstrijskem Salzburgu in je bilo ustanovljeno leta 2007.

## Države
Prisotno je v Sloveniji, Avstriji, severni Italiji, Hrvaški ter na Madžarskem in Češkem, kjer vodijo 30 nakupovališč na 830.000 m2 površine. Leta 2022 so tamkajšnje trgovine in lokali, ki jih je približno 1800, zaslužili 3,1 milijard evrov. V menedžmentu dela 409 ljudi.

### Slovenija
Vodja SES v Sloveniji je Toni Pugelj. SES Center Management d.o.o. ima sedež na Moskovski ulici 4 v ljubljanskem BTC.
Portfelj obsega 5 nakupovalnih središč:
| Ime                  | Otvoritev                                   |
| -------------------- | ------------------------------------------- |
| Citypark Ljubljana   | 16. avgusta 1993 kot Center Interspar       |
| Citycenter Celje     | 29. avgusta 1995 kot Center Interspar Celje |
| Center Interspar Vič | 27. avgusta 1997                            |
| Europark Maribor     | 23. avgusta 2000                            |
| Aleja                | maja 2020 v dveh delih                      |